# Kosmodrom Kwajalein

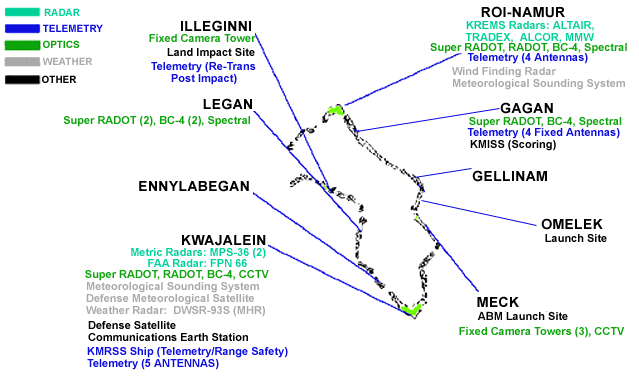
Poloha Kwajaleinu v rámci Marshallových ostrovů

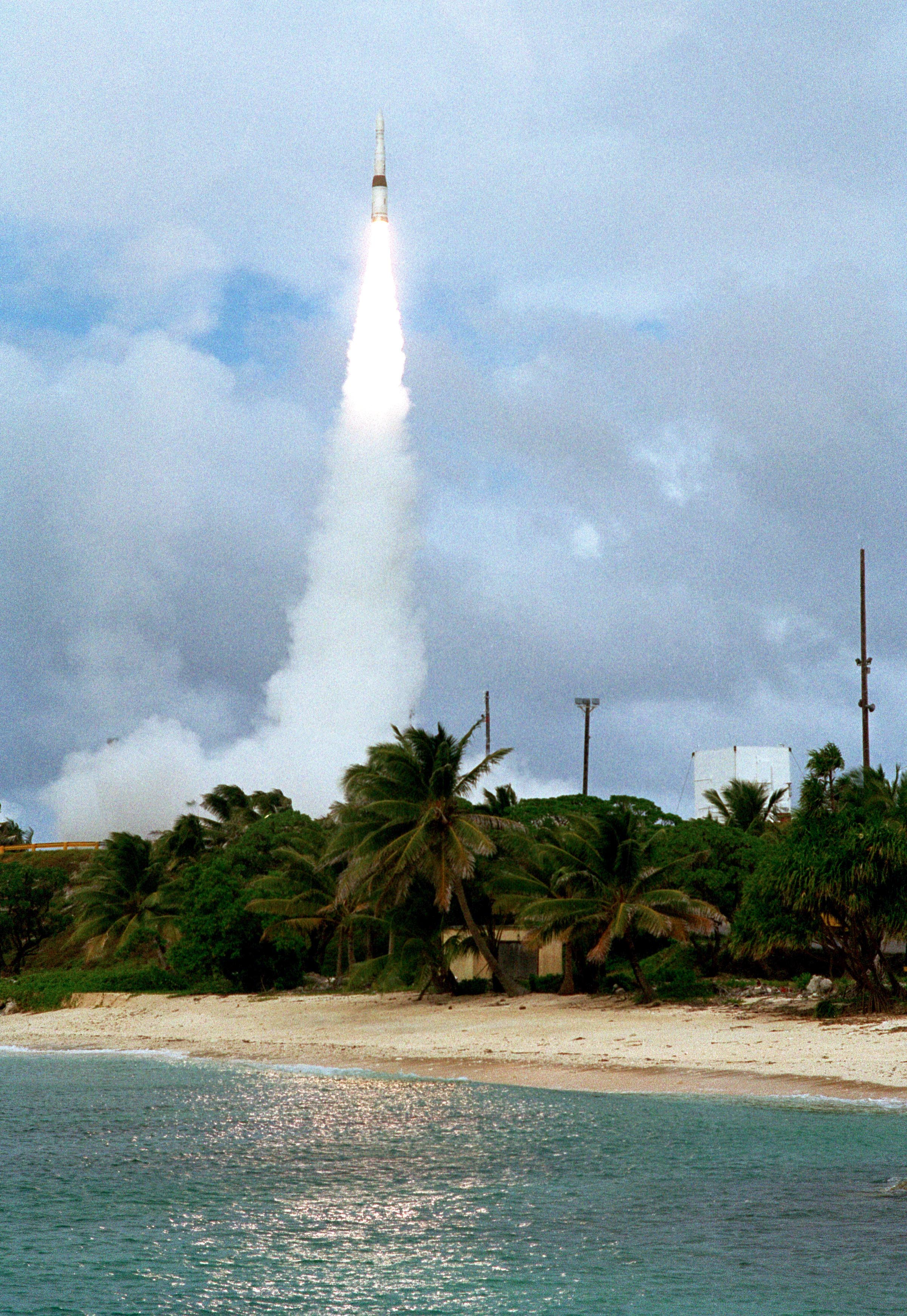
Vypuštění testovací střely z ostrova Meck Island (3. prosince 2001)

Kwajalein Missile Range (KW) je raketová střelnice a kosmodrom patřící pod správu Spojených států amerických.

## Umístění
Střelnice byla postavena ostrově Meck a několika dalších ostrovech, jež jsou součástí atolu Kwajalein, spadající do souostroví Ralik v Marshallových ostrovech, situovaných v Tichém oceánu (Pacifiku), podregionu Mikronésie. V širším pojetí zahrnuje i ostrov Wake a Aur Atoll.
- Souřadnice: zeměpisná délka: 167°25' v. d., zeměpisná šířka: 9°08' s. š.

## Historie
Vojenská přítomnost a aktivita Spojených států amerických na Marshallových ostrovech následovala po skončení II. světové války. Od přelomu 50. a 60. let pokračovala stavbou zařízení pro testy balistických raket, radar a antirakety, zařízení a techniky pro meteorologii a později také soukromou kosmonautiku.
| Název zařízení                                    | Období          |
| ------------------------------------------------- | --------------- |
| Naval Station Kwajalein                           | 1945–1959       |
| Pacific Missile Range Facility, Kwajalein         | 1959–1964       |
| Kwajalein Test Site                               | 1964–1968       |
| Kwajalein Missile Range                           | 1968–1986       |
| United States Army Kwajalein Atoll                | 1986–1991       |
| Kwajalein Missile Range                           | 1991–1999       |
| Ronald Reagan Ballistic Missile Defense Test Site | 1999–současnost |

Marshallovy ostrovy se následně, v roce 1990 formálně osamostatnily jako republika přidružená k USA, několik ostrovů si USA pronajaly. Střelnice byla později pojmenována po prezidentu Ronaldovi Reaganovi, (někdy se tedy používá označení Reagan Test Site nebo v plném názvu Ronald Reagan Ballistic Missile Defense Test Site) a je ve správě americké armády (US Army). Vojáky byla využívaná pro odzkoušení mezikontinentálních raket a protiraketových zbraní.
V roce 2005 zde americká komerční společnost SpaceX postavila vypouštěcí rampu a v sousedství montážní budovu pro uvažované rakety na orbitální dráhu Země. Tím se střelnice zařadila mezi kosmodromy.

## Vybavení
V areálu střelnice jsou raketové rampy, ubytovací zařízení posádky, monitorovací a sledovací stanice systému SSN, sledovací stanice NASA. Poblíž je i letiště.

## Využití pro kosmonautiku
V roce 2000 ze základny odstartoval letoun L-1011 Stargazer, který vynesl nosič Pegasus XL. Další Pegasy s družicemi následovaly. V roce 2006 odtud startovala nosná raketa Falcon: start se napoprvé nezdařil, další již ano. V letech 2000–2008 ze základny do vesmíru odstartovalo osm raket.